# Dauair
dauair (Dauair AG) war eine deutsche Regionalfluggesellschaft mit Sitz in Lübeck und Basis auf dem Flughafen Dortmund. Ihr Flugbetrieb fand zwischen dem 18. April 2005 und dem 16. August 2006 statt.

## Geschichte
Die Gesellschaft wurde im Jahr 2003 von dem Diplom-Ingenieur für Luftfahrt, Hans-Jörg Dau, gegründet. Am 18. April 2005 wurde der erste Flug durchgeführt. Eingesetzt wurden zuletzt drei Turbopropflugzeuge des Typs Saab 340B sowie zwei von FLM Aviation geleaste kleinere Turboprop-Flugzeuge des Typs Fairchild Metro. Die 19-sitzigen Fairchild Metro wurden auf den aufkommensschwächeren Strecken Dortmund–Berlin-Tempelhof, Stuttgart–Posen und Paderborn/Lippstadt–Stuttgart eingesetzt.
Das Luftfahrt-Bundesamt hatte der Dauair AG am 9. August 2006 die Genehmigung als Luftfahrtunternehmen ausgesetzt, weil das Unternehmen die gesetzlichen Voraussetzungen nicht nachgewiesen habe. Angeblich wurde dauair die Fluglizenz aufgrund finanzieller Probleme entzogen, dem aber seitens dauair widersprochen wurde. Ein Einspruch der Gesellschaft beim Verwaltungsgericht am 10. August hatte Erfolg und die Flugerlaubnis wurde vorerst wieder erteilt. Noch bevor das Gericht erneut entscheiden konnte, hatte die Dauair AG am 16. August 2006 den Antrag auf Eröffnung des Insolvenzverfahrens beim Amtsgericht eingereicht, an diesem Tag wurde auch der Flugbetrieb eingestellt. Das Insolvenzverfahren wurde am 1. November 2006 eröffnet.

## Flugziele

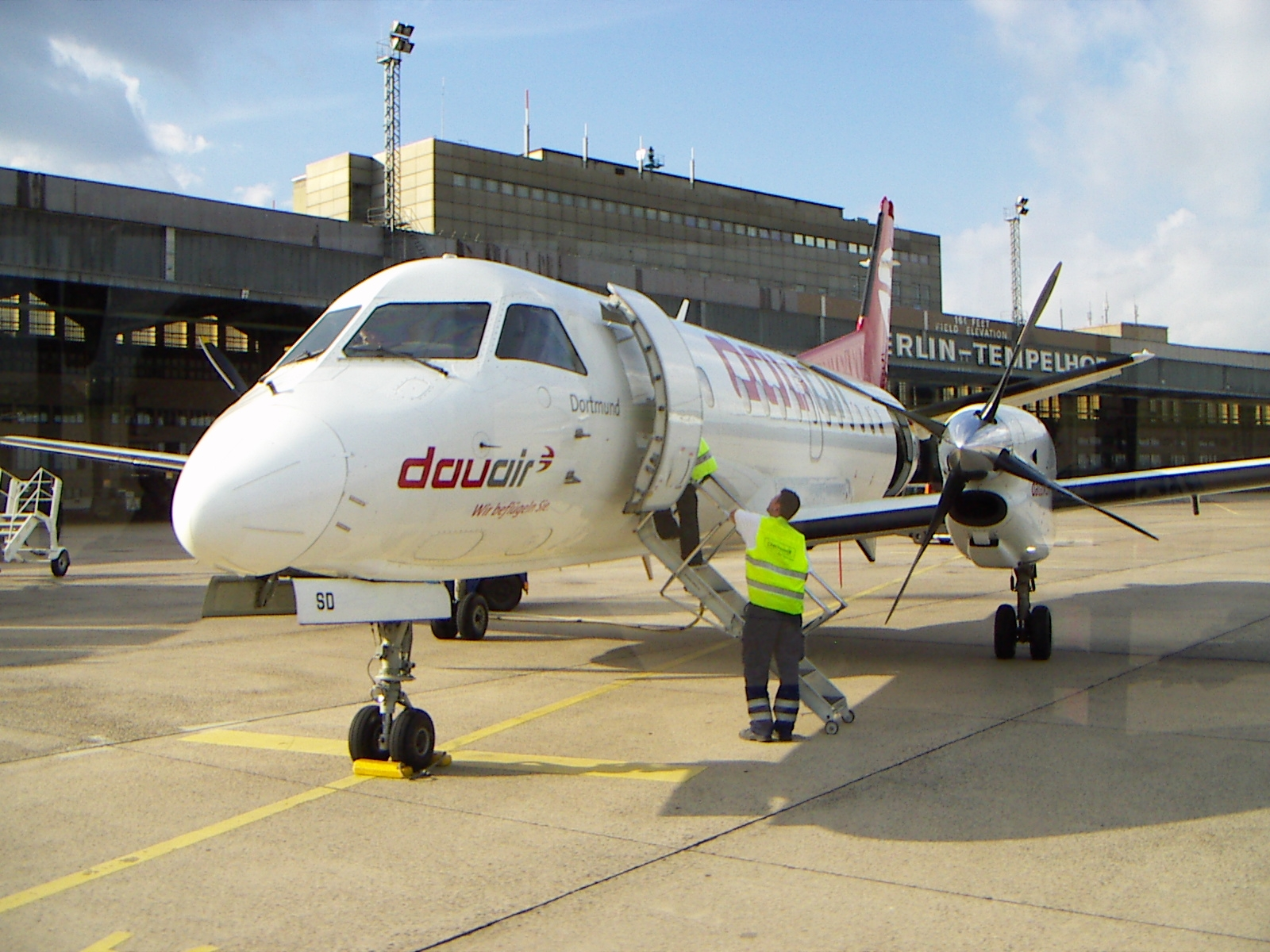
Saab 340B der dauair in Berlin-Tempelhof

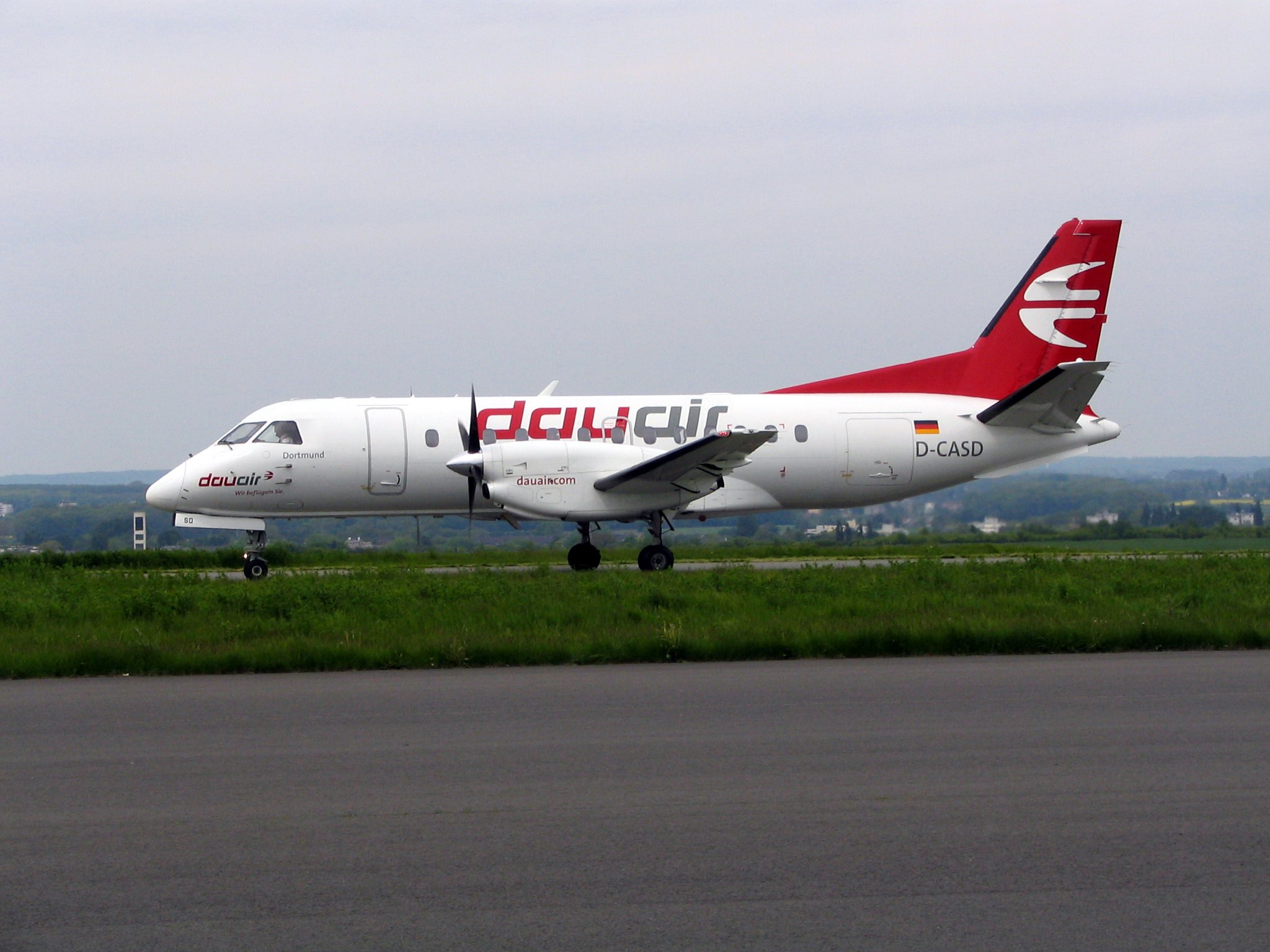
Saab 340B der dauair in Dortmund

Mehrmals täglich wurde die Strecke Dortmund–Berlin-Tempelhof bedient. Dortmund–Posen folgte am 25. April 2005. Ab September 2005 ergänzten die Strecken Dortmund–Zürich, Paderborn–Stuttgart das Flugangebot. Ab Januar 2006 wurden ab Rostock/Laage München, Köln und Dortmund angeflogen. Weitere Verbindungen, u. a. nach Heringsdorf (von Dortmund und Münster/Osnabrück) und Sarmellek (von Dortmund und Leipzig/Halle) am Plattensee wurden zum Sommerflugplan 2006 aufgenommen. Diese saisonalen Verbindungen zu primär touristischen Zielen wurden in Zusammenarbeit mit Reiseveranstaltern durchgeführt. Eine weitere Linienverbindung wurde ab Ende März 2006 auf der Relation Stuttgart–Posen angeboten.

## Flotte
Letzter Stand am 16. August 2006 vor Einstellung des Flugbetriebs:
- 2 Fairchild Metro (betrieben von FLM Aviation)
- 3 Saab 340B